# Ковалівщина (Смолевицький район)
Ковалівщина (біл. вёска Ковалевщина) — село в складі Смолевицького району Мінської області, Білорусь. Село підпорядковане Усяжській сільській раді, розташоване в центральній частині області.